# Miletus virtus
Miletus virtus är en fjärilsart som beskrevs av Hans Fruhstorfer 1913. Miletus virtus ingår i släktet Miletus och familjen juvelvingar. Inga underarter finns listade i Catalogue of Life.